# ウクライナのアレクサンドル・プーシキン記念碑の取り壊し

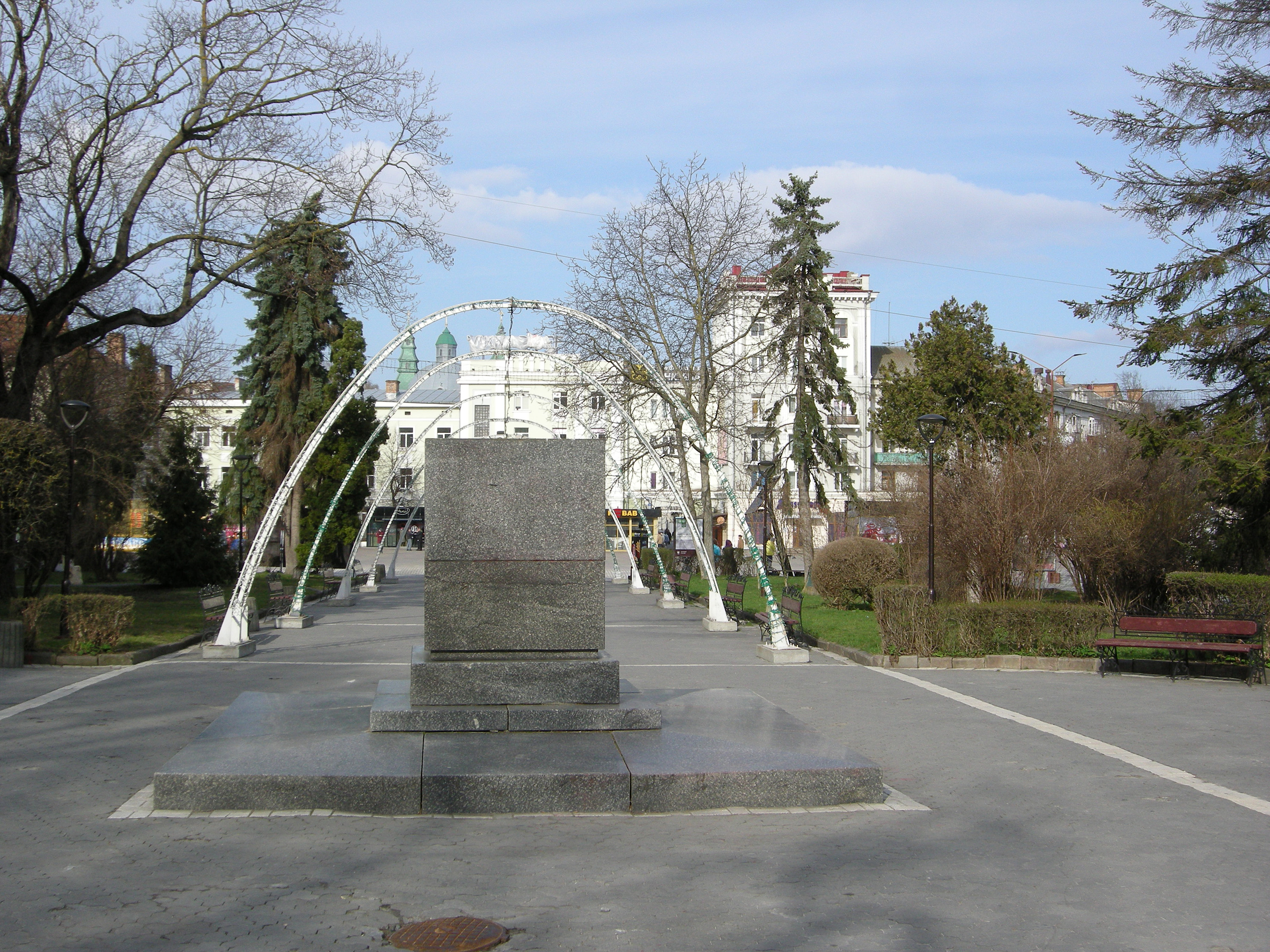
テルノーピリの「ロシアの詩の太陽」の空の台座

ウクライナのアレクサンドル・プーシキン記念碑の取り壊し（ウクライナのアレクサンドル・プーシキンきねんひのとりこわし）は、ウクライナ紛争中に始まった。2022年ロシアのウクライナ侵攻中に、広範な事象となり、ウクライナ人によってプーシキノパッド（Пушкінопад、「プーシキンの落下」という意味の洒落）と呼ばれた。この解体の波はウクライナの脱ロシア化の過程の一環である。

## 歴史
ヴォロディミル・イェルモレンコによると、ロシア文学は同国の帝国計画と民族主義者の世界観の伝達手段であるという。プーシキンの詩『ポルタワ』は、ロシアの視点からピョートル大帝に対するウクライナ・コサックのヘトマン、イワン・マゼパの反乱を詳述し、マゼパを好色な裏切り者として描いている。2022年2月のロシアのウクライナ侵攻後、プーシキンの状況は、記念碑を取り壊されているレーニン（レーニノパッド）と非常に似ていることが判明した。この現象をウクライナ人は「プーシキノパッド」と称している。

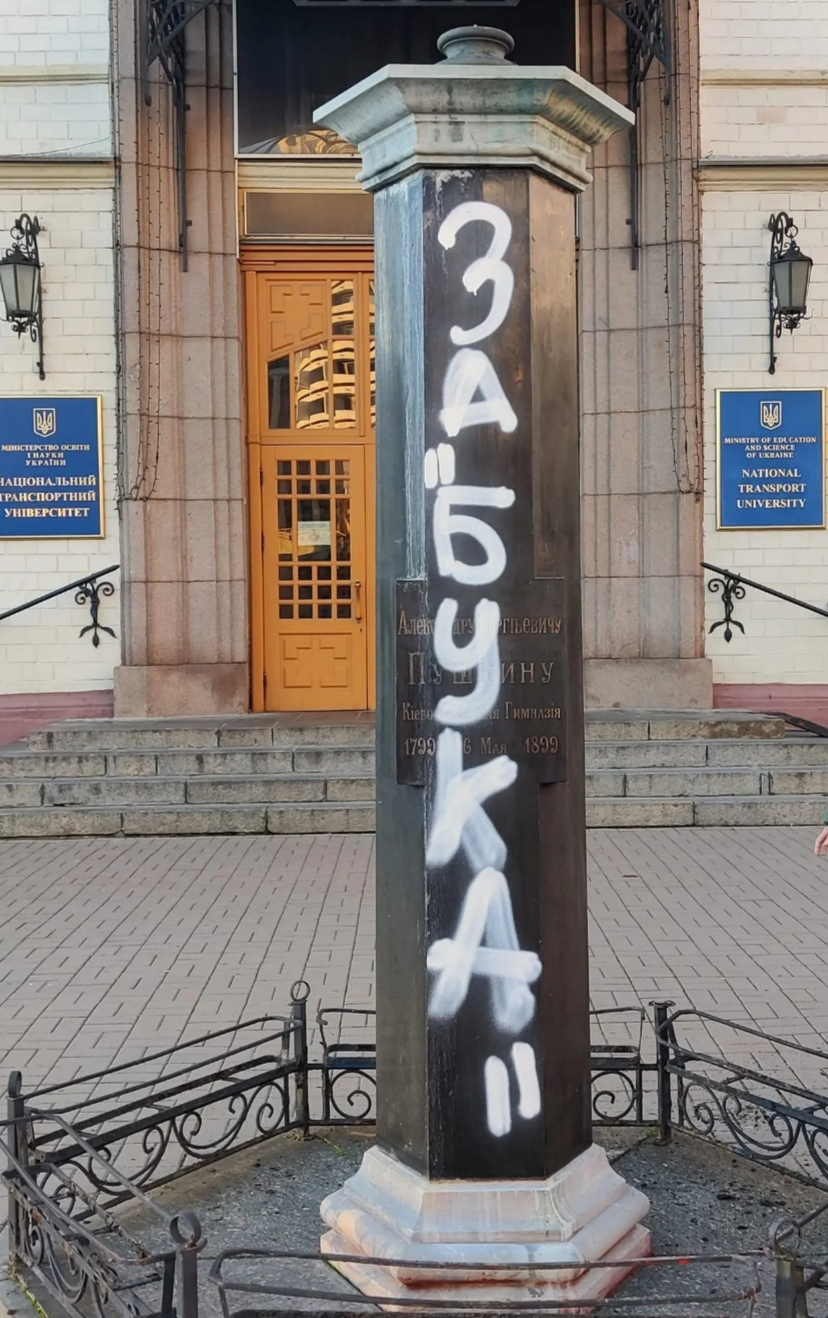
キーウの栄光広場}から撤去されたプーシキンのブロンズ胸像。1899年に設置されたキーウ市で最も古いプーシキンの記念碑だった。

広く知られるようになった最初の出来事は、2022年4月7日のムカチェヴォでのプーシキン記念碑の解体であった。ロシアの詩人の記念碑は4月9日にウージュホロドとテルノーピリで解体された。テルノーピリ市長のセルヒイ・ナダルは以下のように論評した:
ウクライナの人々に対するロシアの犯罪、殺人、拷問、女性と子供のレイプ、ウクライナの都市の破壊はロシアの人々の文化全体を抹消した。これらの犯罪に対する説明は無く、彼らは我々に選択肢を残さなかった。ロシアの作家の記念碑を含む全てのロシアは解体される必要がある。
2022年3月22日、テルノーピリの1人の住民がプーシキンの記念碑を赤く塗り、それに「戦争を止めろ」と書いたことで、記念碑を解体する必要性に関心が集まった。テルノーピリではプーシキンの記念碑は1961年に建てられた。プーシキンの記念碑を解体するための最初のイニシアティブは、ウクライナ紛争開始後の2014年に現れた。
2022年4月7日、ムカチェヴォでプーシキンの記念碑が解体された。翌日、ウージュホロド市議会もアレクサンドル・プーシキンの記念碑の解体を決定した。
2022年4月11日、リヴィウ州のZabolotivtsi村でプーシキンの胸像が解体された。
2022年4月19日、クロピヴニツキーで、現在教育大学の近くに立っているプーシキンの記念碑の撤去を提案した。この記念碑は2022年7月8日に解体された。
2022年4月26日、ザカルパッチャ州ベレホヴェ地区のプーシキノ村でアレクサンドル・プーシキンの記念碑が倒された。
2022年4月28日、コノトプでプーシキンの記念碑が解体された。記念碑の解体中に頭部が切断された。
2022年4月30日、チェルニーヒウでプーシキンの記念碑が破壊された。
2022年5月5日、ヴィーンヌィツャでプーシキンの記念碑が解体された。
2022年5月8日、イヴァーノ＝フランキーウシク州デリアティンで胸像が解体された。
2022年5月21日、ムィコラーイウでプーシキンの記念碑が解体された。
2022年6月1日、ニーコポリでプーシキンの記念碑が破損した。
2022年6月3日、「ウクライナ人民の家」協会はチェルニーヒウのオルハ・コビリャンスカ・ドラマ・シアターの建物からプーシキンの胸像を撤去し、Yurii Fedkovychの胸像に置き換えることを提案した。シアターのディレクターはこの提案を支持したが、胸像の撤去前に全ての法的要件と規制を満たす必要があることを強調した。
2022年6月16日、ウクライナ教育科学省の作業部会は、アレクサンドル・プーシキンを含むソ連とロシアの作家による40以上の作品を学校の教科書から削除することを決定した。
2022年7月26日、ザポリージャでプーシキンの胸像が解体された。鍛造銅製の胸像は市内に20年以上立っていたが、市長室の許可を得て解体された。
2022年9月1日、キーウの第153プーシキン体育館でプーシキンの胸像が解体された。
2022年10月11日、キーウの国立運輸大学の前にある2番目のプーシキンの胸像が未知の人物によって解体された。「ウクライナ脱共産化」プロジェクトの共同設立者は、この解体は2022年5月にロシアの侵略者との戦いで戦死したウクライナ軍中尉のデニス・アンチポフ、通称「ブク」に捧げられたと述べた。
2022年11月9日、ハルキウのPoetry Maidanに立っていたプーシキンの胸像が解体され、保管のために送られた。ハルキウ市議会は、この記念碑及び恐らくその他も保存されるべきであるが、住民が平時にこの問題を決めるだろうと述べた。
2022年11月11日、ジトーミルでプーシキンの記念碑が解体された。
2022年11月11日、ジュメールィンカ市のプーシキンの記念碑が解体された。
2022年11月16日、ドニプロのプーシキン通りは、レーシャ・ウクラインカ通りに改名され、通りに立っていたプーシキンの記念碑は2022年12月16日に解体された。
2022年11月17日、チェルニウツィーでプーシキン像が解体された。
2022年11月20日、ニーコポリで不明な人物がプーシキンの胸像を倒した。
2022年11月21日、クレメンチュークのプーシキンの記念碑が解体された。
2022年11月29日、ミコライウでプーシキンの記念碑が解体された。
2022年11月29日、アナニフでプーシキンの記念碑が解体された。
2022年12月9日、トゥーリチン市のプーシキンの記念碑が解体された。
2022年12月16日、ドニプロにあるプーシキンの記念碑が解体された。
2022年12月23日、チェルニウツィー市でプーシキンの2番目の彫像が解体された。
2022年12月24日、クロレベッツ市でプーシキンの記念碑が解体された。
2022年12月27日、オルハ・コビリャンスカに因んで名付けられたチェルニウツィー・ドラマ・シアターの正面のプーシキンの胸像が解体された。
2022年12月29日、ポロンネで胸像が解体された。
2022年12月29日、ミコライウ市でプーシキンの2番目の記念碑が解体された。
2022年12月30日、クラマトルスクでプーシキンの記念碑が解体された。